# Soul'Art
Soul'Art is een Belgische hiphopgroep, afkomstig uit Mechelen en Vilvoorde. Dit vijftal brengt door soul beïnvloede hiphop in het Nederlands, Frans en Engels.
Soul'Art bestaat uit Martha Canga Antonio, M13, Jazzy Bench, Sparrow en Zed. In september 2015 brachten ze hun eerste mixtape uit, getiteld $oul'Park: Love & Politics. Ook verzorgden ze twee nummers voor de soundtrack van de film Black, van regisseurs Adil El Arbi en Bilall Fallah, waarin Martha eveneens de hoofdrol vertolkte. In 2017 tekende de groep een contract bij het platenlabel Top Notch, waar ze in april hun eerste single Django voorstelden. Het collectief staat gekend om de meertaligheid in haar songteksten, zo wordt er doorlopend in het Frans, Engels en Nederlands gezongen.

## Discografie

### Singles
- Django (2017)
- I Got You (2017)

### Ep's
- Granny's Res (2017)

### Mixtapes
- $oul'Park: Love & Politics (2015)